# Жакоб, Жан
Жан Жако́б (фр. Jean Jacob; предположительно 10 ноября 1669, Шарсье — 29 января 1790, Париж) — французский долгожитель XVII — XVIII веков, на момент смерти предположительно достигший возраста 120 лет, что, однако, вызывало и вызывает сомнения многих исследователей. Несмотря на недостоверность сведений о своём возрасте, под конец жизни Жакобу тем не менее удалось достичь определённой известности среди современников — за год до смерти его принимали в Париже члены Учредительного собрания, его портрет маслом писал художник Жан-Франсуа Гарнре.
Несмотря на недостоверность сведений о долгожительстве Жана Жакоба, даже в XXI веке ему посвящаются научные исследования, а его именем названы улицы в нескольких коммунах на северо-востоке Франции — например, на его родине в Шарсье, а также в Уплине и некоторых других местах. 

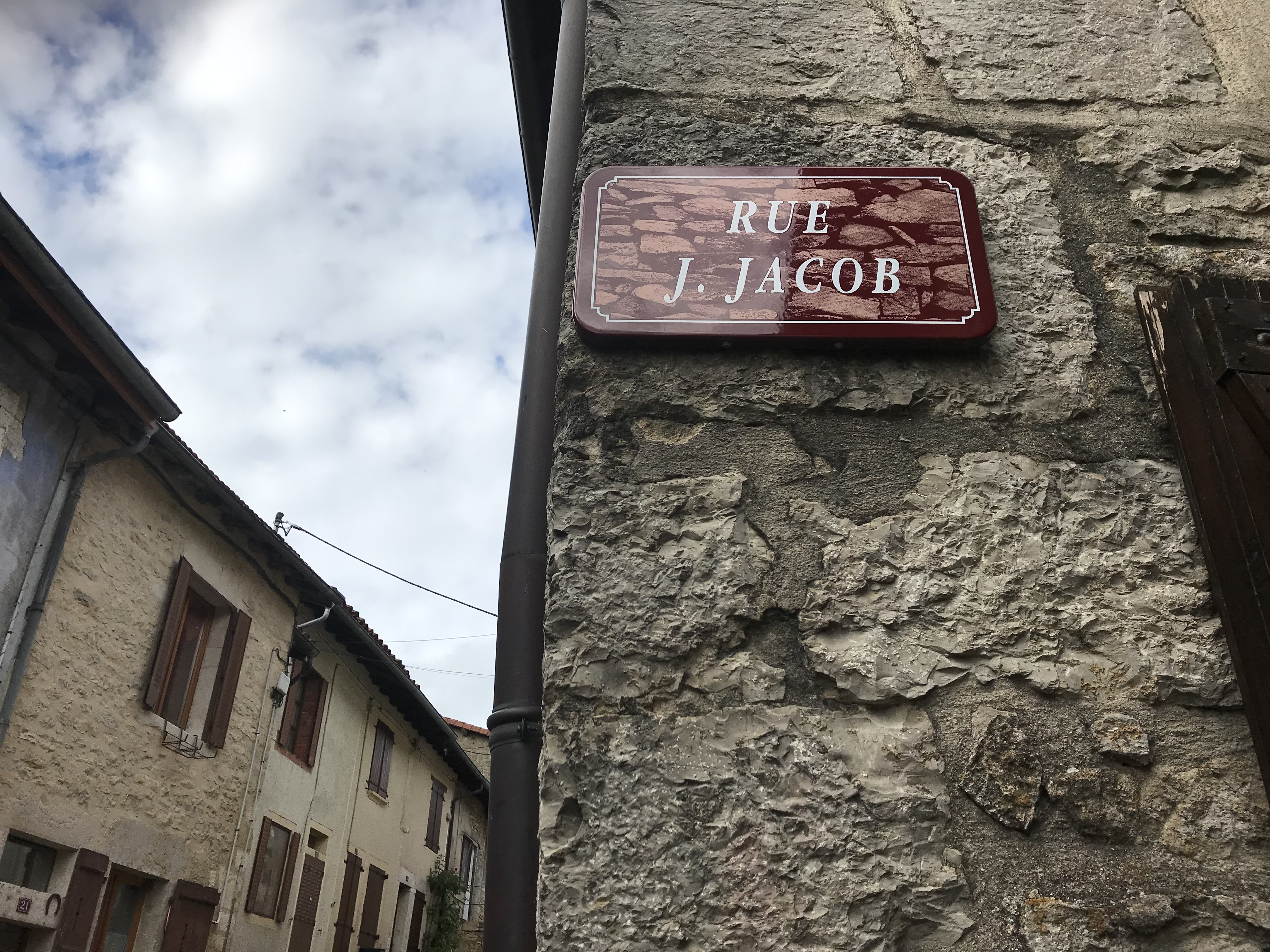
Улица Жана Жакоба в Монфлёре[фр.]
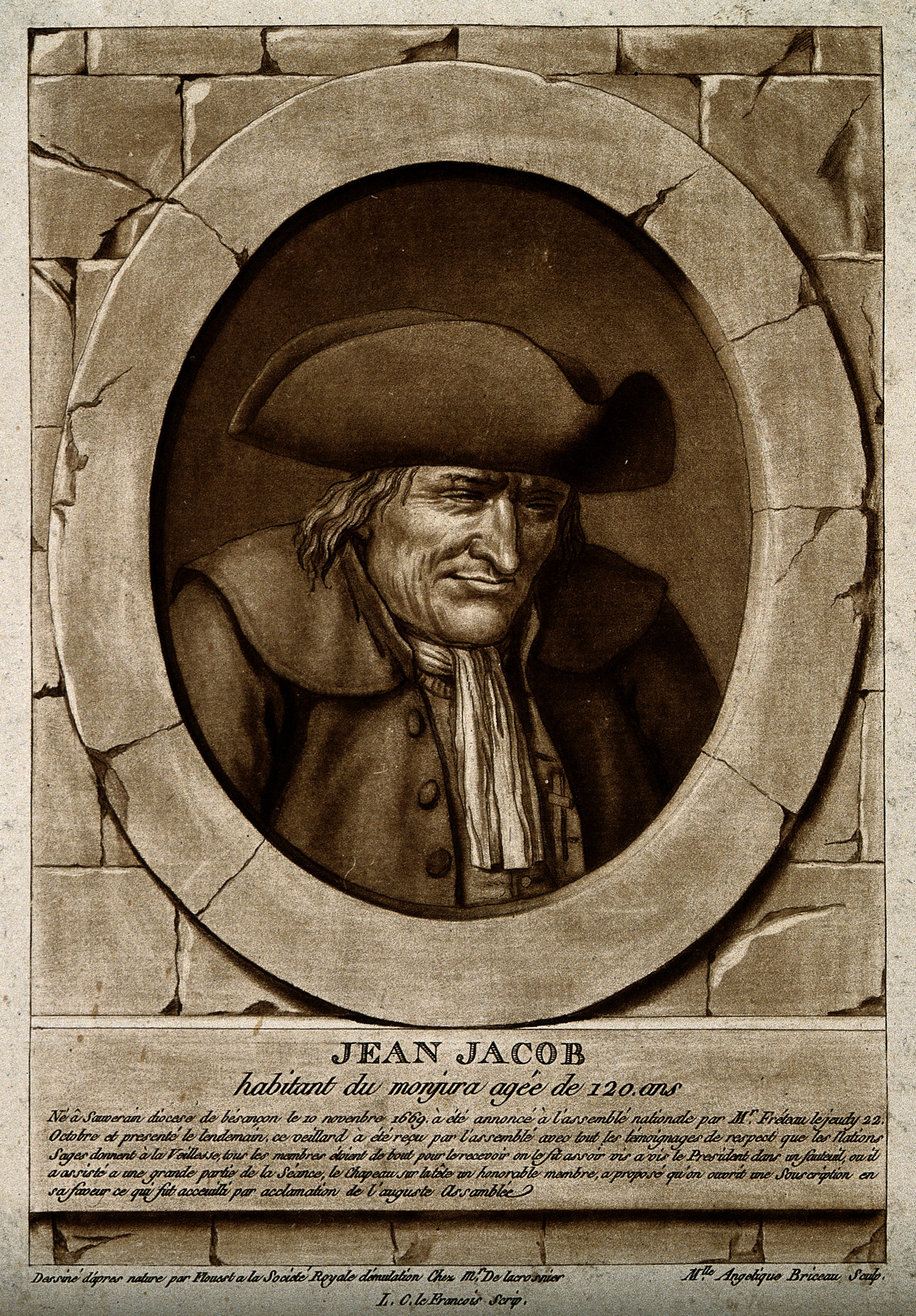
Жан Жакоб в 120 лет. Акватинта А. Бриссо с картины Жозефа-Мари Флуэ[фр.]